# Apochthonius knowltoni
Espèce
Apochthonius knowltoni est une espèce de pseudoscorpions de la famille des Chthoniidae.

## Distribution
Cette espèce est endémique du Wyoming aux États-Unis. Elle se rencontre dans le comté de Lincoln.

## Description
Le mâle holotype mesure 1,77 mm et la femelle paratype 1,83 mm.

## Étymologie
Cette espèce est nommée en l'honneur de George F. Knowlton de l'Université d'État de l'Utah.

## Publication originale
- Muchmore, 1980 : A new species of Apochthonius with paedomorphic tendencies (Pseudoscorpionida: Chthoniidae). Journal of Arachnology, vol. 8, no 1, p. 87-90 (texte intégral).